# Троянда
Троя́нда (укр. Троянда) — село на Украине, находится в Покровском районе Донецкой области. Название в переводе с украинского означает «роза».
Население по переписи 2001 года составляет 124 человека. Почтовый индекс — 85305. Телефонный код — 623.

## Адрес местного совета
85305, Донецкая область, Покровский район, п. Перше Травня, ул. Зотова, 8